# Serrat de la Vall (Castellcir)

El Serrat de la Vall, respecte del terme de Castellcir

El Serrat de la Vall és un serrat del terme municipal de Castellcir, a la comarca del Moianès.
Està situat en el sector sud-oest del terme, on s'estén de sud-oest a nord-est, entre la Rompuda de la Vall, al sud-oest, i el Pla de la Llosa, al nord-est. Pel seu extrem nord-oriental discorre el Camí de Santa Coloma Sasserra, i al nord té el Sot del Cinto. En surt, cap al nord-oest, el Serrat del Molí Vell, que és, de fet, un contrafort seu. És a prop i al nord-oest del poble de Castellcir, i al nord de la Casanova de la Vall.

## Etimologia
Aquesta serra deu el nom a la masia de la Vall, al seu nord i en terres de la qual es trobava.